# Titularbistum Gabala
Gabala ist ein Titularbistum der römisch-katholischen Kirche. Es geht zurück auf ein ehemaliges Bistum Gabala in der römischen Provinz Syria Coele bzw. der spätrömisch-byzantinischen Provinz Syria Prima, das heutige Dschabla (Gouvernement Latakia, Syrien).
| Titularerzbischöfe von Gabala                              | |                                                             |                      |
| Name                                                       | Amt | von                                                         | bis                  |
| Dietmar(us)                                                | OCist, Vikar von Bischof Albrecht I. von Halberstadt, 1326, 1331 Weihbischof in Mainz, Halberstadt 1316 bis 1330 Bamberg (1317 bis 1331), Hildesheim (1316 bis 1331) und Minden (1316 bis 1331), Erzbistum Mainz (1319 bis 1328) | (1316)                                                      | (1331)               |
| Adam                                                       | OMinConv, Weihbischof von Prag | 4. Juli 1345                                                | (1346)               |
| Joannes                                                    | |                                                             | † 1380               |
| Andres de Porta Mosellae                                   | OP | 27. Oktober 1380                                            | † 1381               |
| Martinus de Amantia                                        | OP | 13. Oktober 1381                                            | † 1411               |
| Emanuel                                                    | OMinConv | 28. März 1411                                               |                      |
| Petrus                                                     | OESA | 11. April 1412                                              |                      |
| Joannes de Aranda                                          | OESA, Weihbischof im Bistum Ales-Terralba (Sardinien) | 16. Oktober 1444                                            |                      |
| Juan Martín                                                | Weihbischof in Urgell (Spanien) | 4. November 1513                                            |                      |
| Alfonso de Villasancta                                     | OFM, Weihbischof in Urgell (Spanien) | 21. Februar 1526                                            |                      |
| Bertrand Reydellet                                         | MEP, Koadjutorvikar, Apostolischer Vikar von Western Tonking (Vietnam) | 27. Juli 1762 (Ernennung)/15. Dezember 1765 (Ordination)    | † 27. Juli 1780      |
| Viktor von der heiligen Maria OCD (Franz Xavier Schwaiger) | Apostolischer Vikar von Groß Mogul (Indien) | 9. November 1788 (Ernennung)/8. Februar 1789 (Ordination)   | 31. Mai 1793         |
| James Duggan                                               | Koadjutorbischof im Bistum Saint Louis (USA), 1859 zum Bischof von Chicago ernannt | 8. Januar 1857 (Ernennung)/3. Mai 1857 (Ordination)         | 21. Januar 1859      |
| Patrick Dorrian                                            | Koadjutorbischof von Down und Connor (Irland), 1865 zum Bischof von Down und Connor ernannt | 22. Juni 1860 (Ernennung)/19. August 1860 (Ordination)      | 13. Juli 1865        |
| Jules Lepley                                               | MEP, Apostolischer Vikar von Süd Szechwan (China) | 22. Dezember 1871 (Ernennung)/26. Mai 1872 (Ordination)     | † 24. September 1886 |
| Jakub Glazer                                               | Weihbischof im Erzbistum Przemyśl (Polen) | 4. September 1887 (Ernennung)/23. Oktober 1887 (Ordination) |                      |
| Alain Guynot de Boismenu                                   | MSC, Koadjutorvikar, Apostolischer Vikar von Neuguinea (Papua-Neuguinea), 1945 zum Titularerzbischof von Claudiopolis in Honoriade ernannt                                                                                       | 10. Juni 1899 (Ernennung)/18. März 1900 (Ordination)        | 18. Januar 1945      |
| Ignazio Mobarak                                            | 1919 bis 1952 Erzbischof von Beirut (Libanon) (resignierte das Amt) | 20. Januar 1952                                             | † 19. Mai 1958       |
| Vivian Anthony Dyer                                        | Titularerzbischof pro hac vice, Koadjutorerzbischof von Kalkutta (Indien), 1960 zum Erzbischof von Kalkutta ernannt | 25. April 1959 (Ernennung)/9. August 1959 (Ordination)      | 12. August 1960      |
| Gérard de Milleville                                       | CSSp, Titularerzbischof pro hac vice, emeritierter Erzbischof von Conakry (Guinea) Generalvikar im Erzbistum Fortaleza (Brasilien) Apostolischer Administrator von Basse-Terre (Guadeloupe)                                      | 10. März 1962                                               | † 12. Januar 2007    |
| Ricardo Lingan Baccay                                      | Weihbischof in Tuguegarao (Philippinen), 2016 zum Bischof von Alaminos (Philippinen) ernannt, 2019 zum Erzbischof von Tuguegarao (Philippinen) ernannt                                                                           | 23. Februar 2007 (Ernennung)/10. April 2007 (Ordination)    | 20. Februar 2016     |
| Santiago de Wit Guzmán                                     | Titularerzbischof pro hac vice, Apostolischer Nuntius | 21. März 2017 (Ernennung)/10. Juni 2017 (Ordination)        |                      |